# Новая Ростовка
Но́вая Росто́вка — посёлок Мачинского сельсовета Тамалинского района Пензенской области. На 1 января 2004 года — 21 хозяйство, 54 жителя.

## География
Посёлок расположен на северо-востоке Тамалинского района, в 1 км к северу от села Григорьевка. Расстояние до центра сельсовета деревни Санниковка — 12 км, расстояние до районного центра пгт. Тамала — 35 км.

## История
По исследованиям историка — краеведа Полубоярова М. С., посёлок образован между 1912 и 1926 годами переселенцами из села Ростовка Чембарского уезда. В 1955 году — в составе Плетнёвского сельсовета Свищёвского района, в 1966 году — Плетнёвского сельсовета Тамалинского района. До 2010 года — входил в Григорьевский сельсовет. Согласно Закону Пензенской области № 1992-ЗПО от 22 декабря 2010 года передан в Мачинский сельский совет.
В 50-х годах XX века в посёлке располагалась бригада колхоза имени Г. М. Маленкова.

## Численность населения
| год                | 1959 | 1979 | 1989 | 1996 | 2004 |
| ------------------ | ---- | ---- | ---- | ---- | ---- |
| количество жителей | 104  | 94   | 65   | 54   | 54   |

## Улицы
- Запрудная.